# Pływanie na Letnich Igrzyskach Olimpijskich Młodzieży 2010 – 100 metrów stylem dowolnym dziewcząt
Zawody dziewcząt na dystansie 100 metrów stylem klasycznym w pływaniu na Letnich Igrzyskach Olimpijskich Młodzieży 2010 odbyły się 17 sierpnia (eliminacje i półfinały 16 sierpnia) w Singapore Sports School w Singapurze.

## Wyniki - finał
| Rk | Tor | Zawodnik             | Kraj              | Czas  | Uwagi |
| -- | --- | -------------------- | ----------------- | ----- | ----- |
|    | 5   | Tang Yi              | Chiny             | 54.46 |       |
|    | 4   | Emma McKeon          | Australia         | 55.37 |       |
|    | 6   | Lauren Earp          | Kanada            | 56.59 |       |
| 4  | 3   | Katarina Listopadova | Słowacja          | 56.90 |       |
| 5  | 2   | Alessandra Marchioro | Brazylia          | 57.12 |       |
| 6  | 7   | Agnes Bucz           | Węgry             | 57.40 |       |
| 7  | 8   | Jordan Mattern       | Stany Zjednoczone | 57.52 |       |
| 8  | 1   | Danielle Villars     | Szwajcaria        | 57.72 |       |